# Dubreuilville
Dubreuilville es un municipio canadiense situado en la provincia de Ontario.

## Superficie
Dubreuilville tiene una superficie de 87,53 km².

## Demografía
En 2021, tenía 576 habitantes, una densidad poblacional de 6,6 hab./km², y 284 viviendas.